# Corozal District
Corozal ist der nördlichste Verwaltungsbezirk (District) des mittelamerikanischen Staates Belize an der Grenze zu Mexiko. 

## Geografie
Der Distrikt Corozal hat eine Gesamtfläche von 1.860 Quadratkilometern bei einer Einwohnerzahl von rund 36.000 (Berechnung 2006).

### Gewässer
- Río Hondo
- New River
- Four Mile Lagoon ist eine Lagune im Schwemmland des New River die im Südwesten durch den Pembroke Hall Branch mit dem Fluss verbunden ist. Über den New River fließt das Wasser in die Bucht von Corozal und das Karibische Meer ab.[1]

### Natur
- Shipstern Conservation & Management Area

## Städte und Orte
Die Hauptstadt des Distrikts ist Corozal, weitere Städte und Orte sind:

### Stadt
- Little Belize

### Orte
- Calcutta
- Chan Chen
- Cristo Rey
- Libertad
- Neuland
- Patchacan
- Progresso
- San Joaquin
- Santa Elena
- Sarteneja
- Xaibe

## Kultur und Sehenswürdigkeiten
Ausgrabungen von Maya-Stätten befinden sich bei Santa Rita, Corozal, Louisville und Cerro Maya.

## Wirtschaft und Infrastruktur

### Straßenverkehr
- Philip Goldson Highway